# Карамзинка (река)
Карамзинка — река в России, протекает по Майнскому району Ульяновской области. Левый приток Гущи.

## География
Река Карамзинка берёт начало у села Полбино. Течёт на юго-восток по открытой местности. Устье реки находится в 8,9 км от устья Гущи. Длина реки составляет 19 км, площадь водосборного бассейна — 99,5 км².

## Данные водного реестра
По данным государственного водного реестра России относится к Верхневолжскому бассейновому округу, водохозяйственный участок реки — Свияга от истока до села Альшеево, речной подбассейн реки — Волга от впадения Оки до Куйбышевского водохранилища (без бассейна Суры). Речной бассейн реки — (Верхняя) Волга до Куйбышевского водохранилища (без бассейна Оки).
Код объекта в государственном водном реестре — 08010400512112100002158.